# Бајлинген
Бајлинген (њем. Beilingen) општина је у њемачкој савезној држави Рајна-Палатинат. Једно је од 235 општинских средишта округа Ајфелкрајс Битбург-Прим. Према процјени из 2010. у општини је живјело 367 становника. Посједује регионалну шифру (AGS) 7232010.

## Географски и демографски подаци
Бајлинген се налази у савезној држави Рајна-Палатинат у округу Ајфелкрајс Битбург-Прим. Општина се налази на надморској висини од 320 метара. Површина општине износи 4,3 km². У самом мјесту је, према процјени из 2010. године, живјело 367 становника. Просјечна густина становништва износи 85 становника/km².